# Státní souhlas k výkonu duchovenské činnosti
Státní souhlas k výkonu duchovenské činnosti (často označováno jen státní souhlas) bylo rozhodnutí, kterým v komunistickém Československu státní úřady povolovaly duchovním církví a náboženských společností výkon jejich činnosti v duchovní správě, církevní administrativě nebo v ústavech pro výchovu duchovních, a které bylo též podmínkou přiznání platu. O státním souhlasu se dobové právní předpisy zmiňovaly též v souvislosti se zřizováním míst v církevní administrativě i s působením církví a náboženských společností jako takových. 
Zásadní rozhodnutí národních výborů o udělení, případně odnětí státního souhlasu k výkonu duchovenské činnosti měla být podepsána pověřeným místopředsedou krajského nebo okresního národního výboru, následná rozhodnutí (např. platové výměry, přiznání přídavků na děti apod.) vyřizovali tajemníci pro věci církevní KNV nebo ONV.
O státní souhlas žádala církev nebo sám duchovní národní výbor (běžní kněží), případně Státní úřad pro věci církevní nebo vládu (vyšší církevní hodnostáři). Státní úřady jeho udělování a odnímání běžně používaly k vydírání duchovních, jejich přemisťování v rámci republiky (souhlas byl zpravidla místně specifikován) či k jejich odstranění z duchovní správy.
Pokud duchovní vykonával své povolání bez státního souhlasu, nebyly mu přiznány „osobní požitky“ (zejména plat a následně důchod). Zároveň byl i dále perzekvován: působení bez státního souhlasu bylo obvykle kvalifikováno jako trestný čin maření dozoru nad církvemi a náboženskými společnostmi (par. 178 trestního zákona, zrušen k 31. 1. 1990, lidově nazývaný „mařena“ – uvádí například Sváťa Karásek). Tohoto trestného činu se dopouštěl i duchovní, který by vykonal nějaký duchovenský úkon mimo místo, pro něž byl jeho souhlas vyměřen (často např. kněz, který vedl své farníky na pouť, nesměl na poutním místě sloužit mši).
Udělení státního souhlasu bylo podmíněno složením slibu věrnosti republice:
„Slibuji na svou čest a svědomí, že budu věren Československé republice a jejímu lidově demokratickému zřízení a že nepodniknu nic, co by bylo proti jejím zájmům, bezpečnosti a celistvosti. Budu jako občan lidově demokratického státu plnit svědomitě povinnosti, jež vyplývají z mého postavení, a vynasnažím se podle svých sil podporovat budovatelské úsilí směřující k blahu lidu.“
Souhlasy byly udělovány na základě § 1 a 2 zákona č. 218/1949 Sb., o hospodářském zabezpečení církví a náboženských společností státem, který byl účinný v období 1. listopadu 1949 do 20. listopadu 1992, a nařízení č. 223/1949 Sb. vlády Československé republiky, o hospodářském zabezpečení náboženských společností státem (změny: 36/1971 Sb., 47/1981 Sb., 425/1990 Sb., 578/1990 Sb., zrušen 522/1992 Sb.). 